# Nguyễn Đức Trinh
Nguyễn Đức Trinh (1439 - 1472) là Danh sĩ và đại thần nhà Lê trong lịch sử Việt Nam

## Thân thế và sự nghiệp
Người làng An Giới, huyện Thanh Lâm (nay thuộc xã An Sơn huyện Nam Sách, tỉnh Hải Dương). Đỗ Bảng nhãn năm Quý Mùi (1463) đời Lê Thánh Tông. Ông giữ chức Phó Đô Ngự Sử và được cử đi sứ (năm 1471) sang nhà Minh (Trung Quốc). Sau khi mất, ông được truy tặng chức Thượng Thư